# Кубок мира по квиддичу
Кубок мира по квиддичу (англ. IQA World Cup) — международное соревнование по квиддичу, проводящееся среди сборных команд. Кубок проводится каждые два года Международной ассоциацией квиддича — главной организацией, отвечающей за проведение турнира. Впервые турнир состоялся в Оксфорде в 2012 году, в 2014 году прошёл под названием Всемирные игры МАК (англ. IQA Global Games).
Последний чемпионат мира по квиддичу проходил с 30 июня по 1 июля 2018 года во Флоренции. Действующим чемпионом мира является сборная США.

## История

### Предыстория
В 2007 году был проведен международный турнир по квиддичу, который представлял собой соревнование клубных и университетских команд, организуемое Международной ассоциацией квиддича. В связи с тем, что централизация федерации осуществлялась в сторону США, в 2014 году в международном спорте по квиддичу произошла структурная реформа, и основанная в 2005 году организация МАК стала национальной федерацией квиддича в США. В то же время была создана новая организация, которая и стала называться Международной ассоциацией квиддича. В 2014 году состоялся последний подобный турнир клубов

### Летние игры МАК 2012
Первый чемпионат мира по квиддичу с участием сборных состоялся 8 июля 2012 года в Оксфорде, став первым турниром по квиддичу, прошедшим за пределами США. Официально турнир носил название Летние игры МАК (англ. IQA Summer Games), и его проведение, как именование, было приурочено к Олимпиаде в Лондоне. В рамках эстафеты Олимпийского огня в Оксфорде 9 июля 2012 года состоялся показательный матч между сборными США и Великобритании. В турнире участвовали пять команд: Австралия, Франция, Канада, Великобритания и США. Турнир проходил в один круг, четыре команды затем выходили в плей-офф. Сборная США победила в финале Францию и стала первым чемпионом мира по квиддичу.

### Всемирные игры МАК 2014
Чемпионат мира по квиддичу 2014 года проходил в рамках Всемирных игр MAK в Бернаби, число участников расширилось до 7. Команды играли друг против друга в круговом турнире, по итогам которого проводились матчи за 1-е, 3-е и 5-е место. Тройка призёров: США (чемпион), Австралия и Канада.

### Кубок мира по квиддичу (с 2016)
Немецкая ассоциация квиддича получила право провести турнир во Франкфурте-на-Майне, а число участников турнира утроилось с 7 до 21 (впервые были представлены Азия и Южная Америка). Сборная Австралии выиграла третий турнир, не дав американцам выиграть третий турнир подряд, а бронзовым призёром стала сборная Канады, обыгравшая Великобританию. Четвёртый турнир прошёл с 30 июня по 1 июля 2018 года во Флоренции. с участием 29 команд. Сборная США победила команду Бельгии в финале, а Турция стала бронзовым призёром.

## Проведение
Международная ассоциация квиддича выбирает место проведения: заявки подают национальные федерации, разные ассоциации и даже органы власти. Необходим полный пакет документов, который включает все подробности о спортивных сооружениях и их размещении; представители МАК регулярно совершают визиты в города-кандидаты.

## Квалификация
Отборочного турнира нет, в чемпионате участвуют только те сборные, в странах которых есть национальные федерации и которые входят в какую-либо ассоциацию. В отличие от ряда видов спорта, за сборную по квиддичу могут играть иностранцы (если выступают достаточно долго на территории страны).

## Результаты
| Год  | Пришельцы      | Пришельцы  | Пришельцы | Пришельцы      |
| ---- | -------------- | ---------- | --------- | -------------- |
| 2012 | Австралия      | Канада     | Франция   | США            |
|      | Великобритания |            |           |                |
| 2014 | Бельгия        | Мексика    |           |                |
| 2016 | Бразилия       | Германия   | Ирландия  | Италия         |
|      | Каталония      | Нидерланды | Норвегия  | Австрия        |
|      | Польша         | Словакия   | Словения  | Испания        |
|      | Южная Корея    | Турция     |           |                |
| 2018 | Финляндия      | Гонконг    | Малайзия  | Новая Зеландия |
|      | Швейцария      | Чехия      | Вьетнам   | Исландия       |

## Обзор турниров
В следующей таблице приведен обзор результатов отдельных турниров.
| 2012 Подробность | Оксфорд            | США       | 160* : 0   | Франция   | Австралия      | 60* : 50  | Канада         | 5  |
| 2014 Подробность | Бёрнаби            | США       | 210* : 0   | Австралия | Канада         | 70* : 40  | Великобритания | 7  |
| 2016 Подробность | Франкфурт-на-Майне | Австралия | 150* : 130 | США       | Великобритания | 190* : 60 | Канада         | 21 |
| 2018 подробность | Флоренция          | США       | 120* : 70  | Бельгия   | Турция         | 110* : 60 | Великобритания | 29 |
| 2021 Подробность | Ричмонд            |           |            |           |                |           |                |    |

## Завоёванные медали
| Место | Страна         | Золото | Серебро | Бронза | Всего |
| ----- | -------------- | ------ | ------- | ------ | ----- |
| 1     | США            | 3      | 1       | 0      | 4     |
| 2     | Австралия      | 1      | 1       | 1      | 3     |
| 3     | Бельгия        | 0      | 1       | 0      | 1     |
| 3     | Франция        | 0      | 1       | 0      | 1     |
| 5     | Канада         | 0      | 0       | 1      | 1     |
| 5     | Великобритания | 0      | 0       | 1      | 1     |
| 5     | Турция         | 0      | 0       | 1      | 1     |
| Total | Total          | 4      | 4       | 4      | 12    |

### Комментарии
1. ↑  Сборная Каталонии выступает отдельно от Испании, поскольку Автономное сообщество Каталонии имеет свою национальную ассоциацию квиддича.
2. ↑  Звёздочкой отмечена команда, чей ловец поймал снитч.
3. ↑  Официально хозяином значились США